# Битка код Симанкаса
Битка код Симанкаса вођена је 19-22. јула 939. године између Леонске краљевине са једне и Кордопског калифата са друге стране. Део је Реконкисте, а завршена је победом хришћанске војске.

## Увод
Муслиманску војску предводио је Абдурахман III, оснивач Кордопског калифата. Године 924. повео је нов рат против Санча I од Наваре као одмазду за покољ кога је наварски краљ извршио годину дана раније у Вигуери. Освојио је и уништио велики део баскијских области. Непријатељства су престала након смрти Ордоња II која је изазвала борбе за власт у Леону. На власт је 932. године дошао Рамиро II. Рамиро је покушао да угуши побуну у Толеду, али је одбијен. Две године касније Абдурахман га је приморао да напусти Бургос и присилио наварску краљицу Тоду да прихвати врховну власт Кордове као регент свога сина Гарсије Санчеза I. Године 937. освојио је тридесетак тврђава у Леону. Потом је заратио са Мухамедом ибн Хашимом Тугибом, гувернером Сарагосе, који је склопио савез са Рамиром. Мухамед је помилован након пада Сарагосе.

## Битка
Абдурахман је 939. године прогласио џихад и повео војску од 100.000 људи на Леон. Освојили су градове Медину дел Кампо, Искар и Алказарен. Војска је продрла до града Симанкаса (у близини данашњег Валадолида) где га је чекао леонски краљ Рамиро. Абдурахман је са војском стигао 18. јула, а битка је почела ујутро следећег дана. Битка је трајала три дана. Првог дана су борбе вођене повољније по муслимане, али је следећих дана Рамиро напао слабе тачке у муслиманским линијама. Коначно, калиф је наредио повлачење ка Дуеру. Једва је избегао погибију код Симанкаса. Хронике наводе да се у Кордобу вратио са свега 40 човека што би значило да су муслимани изгубили око 50.000 људи.